# MIM-3 Nike Ajax
MIM-3 «На́йки-Ая́кс» (англ. MIM-3 Nike Ajax, /ˈnaɪki ˈeɪdʒɑːks/ ; первоначально SAM-A-7) — американский зенитный ракетный комплекс, один из первых зенитных ракетных комплексов в мире. Принят на вооружение в 1953 году (в производстве с 1951 года).

## История
Комплекс разрабатывался корпорацией «Western Electric» с 1946 года, как средство эффективного поражения высоколетящих скоростных бомбардировщиков. Первые неуправляемые версии ракеты прошли огневые испытания в 1946 году, но значительное количество технических проблем существенно задержало разработку. Основным источником сложностей являлся твердотопливный стартовый ускоритель, состоявший из 8 небольших РДТТ, расположенных по кластерной схеме, кольцом вокруг центрального корпуса ракеты.
К 1948 году проблемы с ускорителем были разрешены заменой его на твердотопливную стартовую ступень, расположенную в задней части ракеты. Испытания ракеты начались с 1950 года, и в 1951 году было зафиксировано первое поражение управляемым снарядом воздушной цели — радиоуправляемого QB-17.
Производство серийных ракет началось с 1952 года. В 1953 году первые батареи «Найк-Аякс» были приняты на вооружение и комплекс встал на боевое дежурство.

## Конструкция

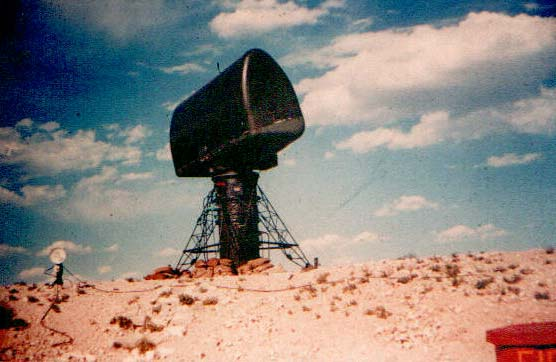
РЛС обнаружения LOPAR. 1958 год.

ЗРК «Найк-Аякс» использовал командную систему наведения, основанную на использовании двух радаров. Обнаружение целей производилось отдельной радиолокационной станцией LOPAR (сокр. англ. Low-Power Acquisition Radar), данные с которой использовались для наведения на цель радара слежения за целью TTR (англ. Target Tracking Radar). Запущенная ракета непрерывно отслеживалась лучом ещё одной РЛС — MTR (англ. Missile Tracking Radar).

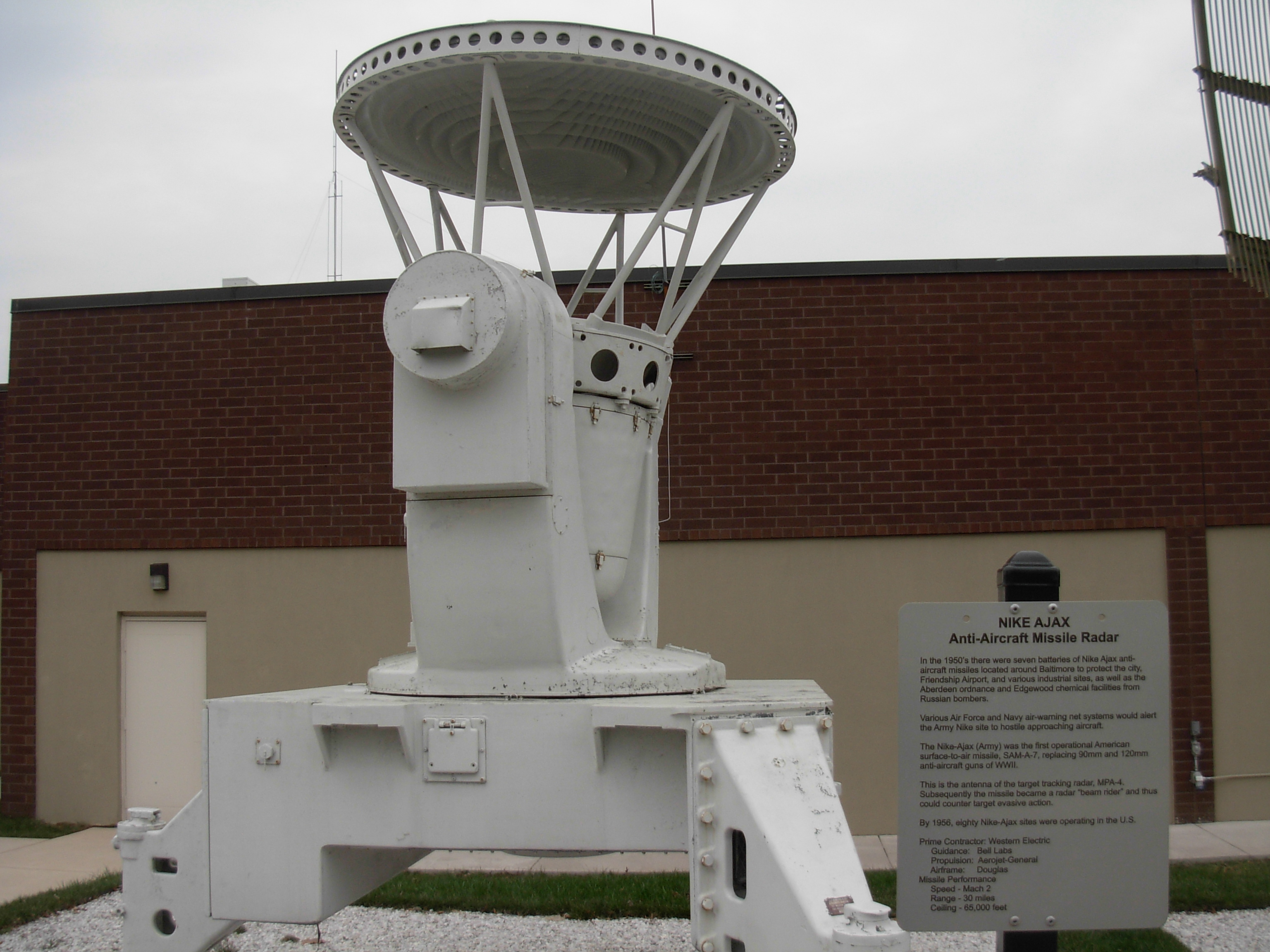
РЛС наведения на цель ТТR.

Данные, поставляемые радарами TTR и MTR о положении в воздухе цели и ракеты обрабатывались счётно-решающим устройством, работающим на вакуумных лампах, и транслировались по радиоканалу на борт ракеты. Устройство высчитывало расчётную точку встречи ракеты и цели и автоматически корректировало курс снаряда. Самонаведение отсутствовало: детонация ракеты производилась радиосигналом с земли в расчётной точке траектории. Для успешной атаки ракета обычно поднималась выше цели, а затем падала в расчетную точку перехвата.
Уникальной особенностью MIM-3 «Найк-Аякс» было наличие трёх осколочно-фугасных боевых частей. Первая, массой 5,44 кг, размещалась в носовой секции, вторая — 81,2 кг — в средней, и третья — 55,3 кг — в хвостовой. Предполагалось, что их детонация позволит создать более протяжённое облако осколков и повысит эффективность поражения самолёта. Реальная эффективность такого решения неизвестна, но в дальнейших разработках оно не было повторено.
Эффективная дальность действия комплекса составляла около 48 километров. Ракета могла поразить цель на высоте до 21300 метров, двигаясь при этом со скоростью 2,3 Махов.
Техническим недостатком комплекса было наличие лишь одного канала управления ракетой. Также, изначально, между отдельными батареями «Найк-Аякс» не существовало никакой эффективной связи, в результате чего несколько батарей могли выбрать для сопровождения одну и ту же цель. Этот недостаток был исправлен в дальнейшем путём введения системы AN/FSG-1 Missile Master компании Martin, осуществлявшей обмен данными между счетно-решающими устройствами отдельных батарей и координацию наведения на различные цели.

## Развёртывание
Развёртывание комплекса «Найк-Аякс» производилось армией США в огромных количествах с 1954 по 1958 год. К 1958 году на территории Соединённых Штатов было развёрнуто около 200 батарей в составе 40 «оборонительных районов». Комплексы развёртывались вблизи крупных городов, стратегических военных баз, промышленных центров для их защиты от воздушного нападения. Количество батарей в «оборонительном районе» варьировало в зависимости от ценности объекта: так, авиабазу Барксдейл прикрывали две батареи, в то время как район Чикаго защищался 22 батареями «Найк-Аякс».
Каждая батарея «Найк-Аякс» состояла из двух частей: зоны управления батареей — центрального поста, где располагались радары, счётно-решающее оборудование, здания персонала, и стартовой площадки — сектора вокруг, в котором располагались пусковые установки, склады ракет, топливные цистерны. Стартовая площадка, как правило, включала 2-3 хранилища ракет и 4-6 пусковых установок.
Изначально пусковые установки «Найк-Аякс» развёртывались на поверхности. Впоследствии, с ростом необходимости защиты комплексов от поражающих факторов ядерного взрыва, были разработаны подземные ракетные хранилища. Каждый заглубленный бункер хранил 12 ракет, подававшихся горизонтально через раскрывающуюся крышу гидравлическими приспособлениями. Поднятая на поверхность ракета на рельсовой тележке транспортировалась к горизонтально лежащей пусковой. После закрепления ракеты пусковая устанавливалась под углом в 85 градусов.
В начале 1960-х ракеты «Найк-Аякс» начали заменяться на более совершенные MIM-14 Nike-Hercules, имевшие значительно больший радиус действия и способные нести атомные боевые части. К 1964 году только части Национальной гвардии продолжали эксплуатацию «Найк-Аякс», но вскоре и они заменили их на MIM-14 «Найк-Геркулес».
Помимо США, комплекс развёртывался для защиты американских и союзных военных баз в Западной Европе и Восточной Азии.

## Тактико-технические характеристики
- Система наведения: радиокомандная
- Масса ракеты: 450 кг (без ускорителя)
- Масса ускорителя: 660 кг
- Длина ракеты: 6,4 м (без ускорителя)
- Длина ускорителя: 4,21 м
- Размах крыла: 1,37 м
- Диаметр ракеты: 0,30 м
- Максимальная скорость полёта: 2,3 М
- Высота поражения цели: до 21300 м
- Дальность стрельбы: до 48 км
- Боевая часть: 3 осколочно-фугасные (5,44 кг + 81,2 кг + 55,3 кг)
- Двигатель:
  - Стартовый ускоритель — РДТТ Allegheny Ballistics Lab. M5
    - Тяга — 246 кН
    - Время работы — 3 сек.

  - Маршевая ступень — ЖРД компании Bell
    - Тяга — 11,6 кН

## Сравнительная характеристика
| Основные сведения и технические характеристики иностранных ракет с жидкостными ракетными двигателями | Основные сведения и технические характеристики иностранных ракет с жидкостными ракетными двигателями | Основные сведения и технические характеристики иностранных ракет с жидкостными ракетными двигателями | Основные сведения и технические характеристики иностранных ракет с жидкостными ракетными двигателями | Основные сведения и технические характеристики иностранных ракет с жидкостными ракетными двигателями | Основные сведения и технические характеристики иностранных ракет с жидкостными ракетными двигателями | Основные сведения и технические характеристики иностранных ракет с жидкостными ракетными двигателями | Основные сведения и технические характеристики иностранных ракет с жидкостными ракетными двигателями | Основные сведения и технические характеристики иностранных ракет с жидкостными ракетными двигателями | Основные сведения и технические характеристики иностранных ракет с жидкостными ракетными двигателями | Основные сведения и технические характеристики иностранных ракет с жидкостными ракетными двигателями | Основные сведения и технические характеристики иностранных ракет с жидкостными ракетными двигателями | Основные сведения и технические характеристики иностранных ракет с жидкостными ракетными двигателями | Основные сведения и технические характеристики иностранных ракет с жидкостными ракетными двигателями | Основные сведения и технические характеристики иностранных ракет с жидкостными ракетными двигателями | Основные сведения и технические характеристики иностранных ракет с жидкостными ракетными двигателями | Основные сведения и технические характеристики иностранных ракет с жидкостными ракетными двигателями | Основные сведения и технические характеристики иностранных ракет с жидкостными ракетными двигателями |
| Наименование ракеты и страна производства | Наименование ракеты и страна производства                                                            | Наименование ракеты и страна производства                                                            | Наименование ракеты и страна производства                                                            | Двигатель                                                                                            | Двигатель                                                                                            | Двигатель                                                                                            | Двигатель                                                                                            | Массо-габаритные характеристики                                                                      | Массо-габаритные характеристики                                                                      | Массо-габаритные характеристики                                                                      | Массо-габаритные характеристики                                                                      | Массо-габаритные характеристики                                                                      | Лётно-технические характеристики                                                                     | Лётно-технические характеристики                                                                     | Лётно-технические характеристики                                                                     | Другое                                                                                               | Другое                                                                                               |
| Оригинал | Русское                                                                                              | Страна                                                                                               | Ступени                                                                                              | Топливо                                                                                              | Система подачи                                                                                       | Тяга на земле, кгc                                                                                   | Время работы, с                                                                                      | Длина, м                                                                                             | Диаметр, м                                                                                           | Полная масса, кг                                                                                     | Масса топлива, кг                                                                                    | Масса полезной нагрузки, кг                                                                          | Скорость макс., м/с                                                                                  | Высота макс. или по траектории, км                                                                   | Дальность, км                                                                                        | Серийное производство                                                                                | Примечание                                                                                           |
| Дальние ракеты типа «земля — земля» | Дальние ракеты типа «земля — земля»                                                                  | Дальние ракеты типа «земля — земля»                                                                  | Дальние ракеты типа «земля — земля»                                                                  | Дальние ракеты типа «земля — земля»                                                                  | Дальние ракеты типа «земля — земля»                                                                  | Дальние ракеты типа «земля — земля»                                                                  | Дальние ракеты типа «земля — земля»                                                                  | Дальние ракеты типа «земля — земля»                                                                  | Дальние ракеты типа «земля — земля»                                                                  | Дальние ракеты типа «земля — земля»                                                                  | Дальние ракеты типа «земля — земля»                                                                  | Дальние ракеты типа «земля — земля»                                                                  | Дальние ракеты типа «земля — земля»                                                                  | Дальние ракеты типа «земля — земля»                                                                  | Дальние ракеты типа «земля — земля»                                                                  | Дальние ракеты типа «земля — земля»                                                                  | Дальние ракеты типа «земля — земля»                                                                  |
| --- | --- | --- | --- | --- | --- | --- | --- | --- | --- | --- | --- | --- | --- | --- | --- | --- | --- |
| V-2 (A-4) | «Фау-2»                                                                                              | Красный флаг, в центре которого находится белый круг с чёрной свастикой                              | | Жидкий кислород + 75% этиловый спирт                                                                 | Насосная                                                                                             | 25000                                                                                                | 65                                                                                                   | 14                                                                                                   | 1,65                                                                                                 | 3000                                                                                                 | 9000                                                                                                 | 1000                                                                                                 | 1500                                                                                                 | 80                                                                                                   | до 300                                                                                               | Да                                                                                                   | Устарелая конструкция. Послужила прототипом многих ракет                                             |
| WAC Corporal | «Корпорэл»                                                                                           | Флаг США                                                                                             | | Азотная кислота + анилин                                                                             | Вытеснительная                                                                                       | 9070                                                                                                 | — | 12,2                                                                                                 | 0,762                                                                                                | 5440                                                                                                 | — | 600 ÷ 800                                                                                            | 1000 ÷ 14501                                                                                         | 80                                                                                                   | 120 ÷ 240                                                                                            | Да                                                                                                   | Разбег дальностей и скоростей достигается за счёт установки боевой части различного веса             |
| PGM-11 Redstone | «Редстоун»                                                                                           | Флаг США                                                                                             | | Жидкий кислород + спирт                                                                              | Насосная                                                                                             | 31880                                                                                                | — | 18,3                                                                                                 | 1,52                                                                                                 | 20000                                                                                                | — | — | 1800                                                                                                 | — | 320(800)                                                                                             | Да                                                                                                   | Стала прототипом для разработки ракет с дальностью до 2400 км                                        |
| SM-65 Atlas | «Атлас»                                                                                              | Флаг США                                                                                             | Первая ступень                                                                                       | Жидкий кислород + диметил-гидразин                                                                   | Насосная                                                                                             | 2×45360 (2×54000)                                                                                    | — | — | — | 100000 ÷ 110000                                                                                      | — | — | 6700                                                                                                 | 1280                                                                                                 | 8000                                                                                                 | Да                                                                                                   | При старте работают все три двигателя                                                                |
| SM-65 Atlas | «Атлас»                                                                                              | Флаг США                                                                                             | Вторая ступень                                                                                       | Жидкий кислород                                                                                      | — | 61000                                                                                                | — | 24 ÷ 30                                                                                              | 2,4 ÷ 3                                                                                              | 225000                                                                                               | — | | | | | Да                                                                                                   | При старте работают все три двигателя                                                                |
| Ракеты для исследования верхних слоёв атмосферы | | | | | | | | | | | | | | | | | |
| General Electric RTV-G-4 Bumper | «Бампер»                                                                                             | Флаг США                                                                                             | Первая ступень типа А-4                                                                              | | | (см. данные ракеты А-4)                                                                              | (см. данные ракеты А-4)                                                                              | (см. данные ракеты А-4)                                                                              | (см. данные ракеты А-4)                                                                              | (см. данные ракеты А-4)                                                                              | (см. данные ракеты А-4)                                                                              | 26 кг (вес приборов)                                                                                 | 3000                                                                                                 | 420                                                                                                  | — | Изготовлено несколько экземпляров ↓                                                                  | Использовалась для исследовательских целей                                                           |
| General Electric RTV-G-4 Bumper | «Бампер»                                                                                             | Флаг США                                                                                             | Вторая ступень WAC Corporal                                                                          | Азотная кислота + анилин                                                                             | Вытеснительная                                                                                       | 680                                                                                                  | 45                                                                                                   | 5,8                                                                                                  | 0,3                                                                                                  | 300                                                                                                  | — | 26 кг (вес приборов)                                                                                 | | | | Изготовлено несколько экземпляров ↓                                                                  | Использовалась для исследовательских целей                                                           |
| RTV-N-12 Viking | «Викинг»                                                                                             | Флаг США                                                                                             | № 11                                                                                                 | Жидкий кислород + спирт                                                                              | Насосная                                                                                             | 9070                                                                                                 | — | 12,7                                                                                                 | 1,2                                                                                                  | 7500                                                                                                 | — | 320                                                                                                  | 1920                                                                                                 | 254                                                                                                  | — | Выпущено 12 шт. в различных вариантах                                                                | Специальная исследовательская ракета. Имеет отделяющуюся головку                                     |
| RTV-N-12 Viking | «Викинг»                                                                                             | Флаг США                                                                                             | № 12                                                                                                 | Жидкий кислород + спирт                                                                              | Насосная                                                                                             | 9225                                                                                                 | 105                                                                                                  | 12,7                                                                                                 | 1,14                                                                                                 | 6800                                                                                                 | 2950 ÷ 2500                                                                                          | 450                                                                                                  | 1800                                                                                                 | 232                                                                                                  | — | Выпущено 12 шт. в различных вариантах                                                                | Специальная исследовательская ракета. Имеет отделяющуюся головку                                     |
| Aerobee | «Аэроби»                                                                                             | Флаг США                                                                                             | Первая ступень                                                                                       | Порох                                                                                                | — | — | 2,5                                                                                                  | 1,9                                                                                                  | — | 265                                                                                                  | 117                                                                                                  | 68,4                                                                                                 | 1380                                                                                                 | 100 ÷ 145                                                                                            | — | Выпущено около 100 шт. различных вариантов                                                           | |
| Aerobee | «Аэроби»                                                                                             | Флаг США                                                                                             | Вторая ступень                                                                                       | Азотная кислота + анилин                                                                             | Баллонная                                                                                            | 1140                                                                                                 | 45                                                                                                   | 6,1                                                                                                  | 0,38                                                                                                 | 485                                                                                                  | 283                                                                                                  | 68,4                                                                                                 | 1380                                                                                                 | 100 ÷ 145                                                                                            | — | Выпущено около 100 шт. различных вариантов                                                           | |
| Aerobee 150 | «Аэроби»                                                                                             | Флаг США                                                                                             | Первая ступень                                                                                       | Порох                                                                                                | — | — | — | — | — | 265                                                                                                  | — | 55 — 91                                                                                              | 2150                                                                                                 | 325 ÷ 270                                                                                            | — | Да                                                                                                   | |
| Aerobee 150 | «Аэроби»                                                                                             | Флаг США                                                                                             | Вторая ступень                                                                                       | Азотная кислота + (анилин + спирт)                                                                   | ЖАД                                                                                                  | 800                                                                                                  | 53                                                                                                   | 6,37                                                                                                 | 0,38                                                                                                 | — | 500                                                                                                  | 55 — 91                                                                                              | 2150                                                                                                 | 325 ÷ 270                                                                                            | — | Да                                                                                                   | |
| Veronica AGI | «Вероника»                                                                                           | Флаг Франции                                                                                         | | Азотная кислота + керосин                                                                            | ЖАД                                                                                                  | 4000                                                                                                 | 32 ÷ 35                                                                                              | 6,0                                                                                                  | 0,55                                                                                                 | 1000                                                                                                 | 700                                                                                                  | 57                                                                                                   | 1400                                                                                                 | 120                                                                                                  | 240                                                                                                  | Опытные образцы                                                                                      | |
| Зенитные управляемые ракеты | | | | | | | | | | | | | | | | | |
| Wasserfall | «Вассерфаль»                                                                                         | Красный флаг, в центре которого находится белый круг с чёрной свастикой                              | | Азотная кислота + визоль                                                                             | Баллонная                                                                                            | 8000                                                                                                 | 40                                                                                                   | 7,835                                                                                                | 0,88                                                                                                 | 3800                                                                                                 | 1815                                                                                                 | 600 ÷ 100                                                                                            | 750                                                                                                  | 20                                                                                                   | 40                                                                                                   | Не была окончательно доведена                                                                        | |
| MIM-3 Nike Ajax | «Найк»                                                                                               | Флаг США                                                                                             | Первая ступень                                                                                       | Порох                                                                                                | — | — | — | 3,9                                                                                                  | — | 550                                                                                                  | — | до 140 кг                                                                                            | 670                                                                                                  | 18                                                                                                   | 30                                                                                                   | Да                                                                                                   | Состояла на вооружении в системе противовоздушной обороны США                                        |
| MIM-3 Nike Ajax | «Найк»                                                                                               | Флаг США                                                                                             | Вторая ступень                                                                                       | Азотная кислота + анилин                                                                             | Баллонная                                                                                            | 1180 (на высоте 3000 м)                                                                              | 35                                                                                                   | 6,1                                                                                                  | 0,300                                                                                                | 450                                                                                                  | 136                                                                                                  | до 140 кг                                                                                            | 670                                                                                                  | 18                                                                                                   | 30                                                                                                   | Да                                                                                                   | Состояла на вооружении в системе противовоздушной обороны США                                        |
| Matra SE 4100 | «Матра»                                                                                              | Флаг Франции                                                                                         | | — | Баллонная                                                                                            | 1250                                                                                                 | 14                                                                                                   | 4,6                                                                                                  | 0,400                                                                                                | 400                                                                                                  | 110                                                                                                  | — | 500                                                                                                  | 4,0                                                                                                  | — | Опытные образцы                                                                                      | |
| Oerlikon RSC-51 | «Эрликон»                                                                                            | Флаг Швейцарии                                                                                       | | Азотная кислота + керосин                                                                            | Баллонная                                                                                            | 500                                                                                                  | 52                                                                                                   | 4,88                                                                                                 | 0,37                                                                                                 | 250                                                                                                  | 130                                                                                                  | 20                                                                                                   | 750                                                                                                  | 15                                                                                                   | 20                                                                                                   | Да                                                                                                   | |
| Источник информации: Синярев Г. Б., Добровольский М. В. Жидкостные ракетные двигатели. Теория и проектирование. — 2-е изд. перераб. и доп. — М. : Гос. издательство оборонной промышленности, 1957. — С. 60—63 — 580 с. | | | | | | | | | | | | | | | | | |

## Оценка проекта
Комплекс MIM-3 «Найки-Аякс» был первым массово производящимся ЗРК, принятым на вооружение в мире, и первым зенитно-ракетным комплексом, развернутым армией США. Для середины 1950-х возможности комплекса позволяли эффективно поражать любой существующий тип реактивных бомбардировщиков и крылатых ракет.
В сравнении с советским аналогом, ЗРК С-25, комплекс «Найки-Аякс» был конструктивно значительно проще. Он имел только одноканальное наведение, и первоначальный проект даже не предусматривал взаимодействия между отдельными батареями (недостаток, позже исправленный). Но с другой стороны, MIM-3 «Найки-Аякс» был гораздо дешевле С-25, и развёртывался за счёт этого в гораздо больших количествах. К 1957 году, когда выпуск первого массового советского ЗРК С-75 только начинался, на территории США было развёрнуто уже более сотни батарей «Найки-Аякс».

## Стоял на вооружении
- Греция
- Италия
- Нидерланды
- США — сняты с вооружения в 1963 году
- Турция
- ФРГ